# Thaddeus O'Sullivan
Thaddeus O'Sullivan (Dublino, 2 maggio 1947) è un regista e sceneggiatore irlandese.

## Biografia
All'età di diciannove anni si trasferisce a Londra, dove frequenta la Ealing School of Art  e il Royal College of Art. Verso la fine degli anni '70 inizia a sperimentare il mondo della cinematografia, dirigendo due pellicole sperimentali sulla vita degli immigrati irlandesi a Londra: il corto A Pint of Plain e il film On a Paving Stone Mounted.
Nel decennio successivo, O'Sullivan si specializza come direttore della fotografia, lavorando in alcuni film Irlandesi indipendenti, alternando comunque questa attività al suo lavoro da regista.
Il suo debutto ufficiale nella televisione avviene nel 1985 con The Woman Who Married Clark Gable, film che riceve una nomination per i BAFTA awards. Si dedica alla regia di altri film per la TV come In The Border County (1991) e Seascape (1994).
Nel 1995 fa il suo ingresso nel mondo del cinema con la pellicola Niente di personale, che sarà seguito poi dal celebre Un perfetto criminale con Kevin Spacey. Nel 2009 dirige l'attore irlandese Brendan Gleeson nelle vesti di Winston Churchill nel film per la TV Into the Storm - La guerra di Churchill, che riceve una nomination ai Golden Globe 2009.

## Filmografia

### Regista

#### Cinema
- Flanagan - cortometraggio (1974)
- A Pint of Plain (1975)
- Jack B. Yeats: Associated Memories 1871-1957 - documentario (1981)
- The Woman Who Married Clark Gable (1985)
- December Bride (1991)
- Niente di personale (Nothing Personal) (1995)
- Un perfetto criminale (Ordinary Decent Criminal) (2000)
- The Heart of Me (2002)
- Stella Days (2011)
- Citizen Lane (2018)
- The Miracle Club (2023)

#### Televisione
- Into the Storm - La guerra di Churchill (Into the Storm) - film TV (2009)

### Regista e sceneggiatore
- On a Paving Stone Mounted (1978)